# Micropsectra atrofasciata
Micropsectra atrofasciata е насекомо от разред Двукрили (Diptera), семейство Хирономидни (Chironomidae).